# اقونیت
اقونیت (به فرانسوی: Aghouinite) یک منطقهٔ مسکونی در مراکش است که در وادی الذهب لکویره واقع شده است.

## خصوصیات
اقونیت ۲۲۲ نفر جمعیت دارد.